# Fred Brathwaite
Fredrick "Fred" Brathwaite, född 24 november 1972, är en kanadensisk före detta professionell ishockeymålvakt som tillbringade nio säsonger i den nordamerikanska ishockeyligan National Hockey League (NHL), där han spelade för ishockeyorganisationerna Edmonton Oilers, Calgary Flames, St. Louis Blues och Columbus Blue Jackets. Han släppte in i genomsnitt 2,73 mål per match och en räddningsprocent på 90,1% samt höll nollan (inte släppt in ett mål under en match) 15 gånger på 254 grundspelsmatcher. Brathwaite spelade också på lägre nivåer för Ak Bars Kazan och Avangard Omsk i Ryska superligan i ishockey (RSL), Cape Breton Oilers, Saint John Flames, Syracuse Crunch, Chicago Wolves i American Hockey League (AHL), Adler Mannheim i Deutsche Eishockey Liga (DEL), Manitoba Moose i International Hockey League (IHL) och Oshawa Generals, London Knights och Detroit Junior Red Wings i Ontario Hockey League (OHL).
Han blev aldrig draftad.